# Tilloclytus baoruco
Tilloclytus baoruco is een keversoort uit de familie van de boktorren (Cerambycidae). De wetenschappelijke naam van de soort werd voor het eerst geldig gepubliceerd in 2011 door Lingafelter.